# Operacija Una
Operacija Una bila je jedina operacija HV-a tijekom 1995. koja nije završila pobjedom hrvatskih snaga. Odvijala se od 18. rujna do 19. rujna 1995., svega jedan dan. U Operaciji Una Hrvatska se vojska suočila s organiziranim i vrlo odlučnim otporom snaga bosanskih Srba, te je zbog objektivnog neuspjeha probijanja srbijanske obrane i zbog znatnih hrvatskih žrtava, neki ubrajaju među najtragičnije vojne akcija HV-a: riječ je zapravo o prvom ozbiljnom uspjehu srbijanskih snaga u borbama protiv HV-a nakon 1992. godine. 
Nakon što su samo nekoliko dana ranije Sjedinjene Američke Države zahtijevale  zaustavljanje Operacije Maestral u središnjoj i zapadnoj Bosni i odustajanje od planirane Operacije Burin radi oslobođenja širega prostora Istočne Hercegovine u zaleđu dubrovačkoga područja, Richard Holbrooke, američki diplomat zadužen za dovođenje sukobljenih strana u BiH za pregovarački stol zatražio je 17. rujna 1995. od predsjednika Republike Hrvatske Franje Tuđmana zauzimanje Sanskoga Mosta, Prijedora i Bosanskoga Novoga – uz obrazloženje kako je to potrebno da bi se prisililo Srbe na popuštanje u pregovorima. SAD su, međutim, jasno izrazile protivljenje hrvatskim snagama u zauzimanju i Banja Luke, što bi, prema SAD-u, izazvalo nove valove izbjeglica i možda vodilo u potpuni rat između Hrvatske i BiH s jedne te Srbije s druge strane. »Gospodine predsjedniče, tražim od vas da odete što dalje možete, ali ne uzimajte Banju Luku«, bile su Holbrookeove riječi Tuđmanu, o kojima svjedoči sam Holbrooke u svojoj memoarskoj knjizi.
Za razliku od dobro pripremljene i uspješne Operacije Maestral koja je zaustavljena na energično zauzimanje SAD-a i za razliku od pomno pripremane i nikad provedene Operacije Burin u Istočnoj Hercegovini, Operacija Una – pokrenuta uz najavu od svega jednoga dana bila je nedovoljno pripremljena i utemeljena na pogrešnoj obavještajnoj procjeni (kojoj su u nepoznatoj mjeri kumovale informacije dobivene od Amerikanaca) kako Srbi na području gdje HV pokreće najsloženiju vrstu napadne operacije, takvu koja uključuje forsiranje nabujale rijeke Une – ne raspolaže snagama dovoljnim za organiziranje prikladne obrane. Hrvatske snage u napadu su pretrpjele znatne gubitke, te se od daljnjega napredovanja odustalo zbog ocjene kako napad nije dovoljno dobro organiziran i kako prijete daljnji teški gubitci. 
General Marijan Mareković, koji je na terenu upravljao hrvatskim snagama, u novinskom intervjuu 2006. god. iznosi mišljenje kako se operaciju moglo uspješno nastaviti, i da je odluka o povlačenju snaga natrag preko Une donesena pod međunarodnim pritiskom; navodno[nedostaje izvor] su se američki avioni u vojnoj bazi Aviano već zagrijavali radi polijetanja. Marekovićeva inačica razlikuje se od svjedočanstva R. Hoolbrokea i P. Galbraighta (general Mareković i nije morao biti upućen u detalje komunikacije sa SAD), koji potvrđuju da su oni od hrvatskoga državnoga vodstva u ime SAD baš zahtijevali taj napad.

## Prije operacije
Nakon dobro provedene Operacije Oluja i netom nakon Operacije Maestral, hrvatsko Pounje bilo je pod izrazito jakim topničkim udarom srpskih snaga iz tzv. Republike Srpske. Pod jakim je udarom bila Hrvatska Kostajnica, a cesta Hrvatska Kostajnica – Dvor bila je praktički zatvorena. Trebalo je nešto učiniti.
SAD nije imao namjeru dopustiti ni Hrvatima ni Bošnjacima da oslobode Banju Luku, ostalu Bosansku Krajinu, Bosansku Posavinu ni istočnu Hercegovinu. U SAD-u su bili uvjereni da bi to stvorilo novu rijeku izbjeglica koji bi preplavio SRJ i možda natjerao Vojsku Jugoslavije da se neposredno uključi u ratovanje BiH i Hrvatskoj, čime bi se rat opet razbuktao.
Hrvatskoj i BiH SAD je zaprijetio zračnim udarima NATO-a, Hrvatskoj čak i gubitkom Podunavlja, jer bi, prema procjenama SAD-a, »oko 100.000 bosanskohercegovačkih Srba iz Banje Luke i okolice došlo bi u Podunavlje te ako bi HV pokušao silom osloboditi taj dio Hrvatske, međunarodna bi zajednica snagama NATO-a štitila srpske izbjeglice na tom prostoru, što bi značilo njegovu trajnu okupaciju«. Prijetnje nisu bile prazne riječi, jer se SAD želio pokazati svijetu, ponajviše EU-u kao vodeća svjetska sila i na području diplomacije. Kao alternativni pravac, SAD je hrvatsko-bošnjačke saveznike nastojao usmjeriti prema dolinama Sane i Une. I Holbrooke i Carl Bildt, mirovni posrednik EZ, zastupali su ovakvo stajalište, zbog čega ih je političko čelništvo RS-a smatralo spasiteljima Banje Luke, a taj su stav poslije rata otvoreno kazali.
Richard Holbrooke je 14. rujna sugerirao hrvatskom vrhu napad na Prijedor s područja Banovine i Pounja.

Nakon SAD-ove opomene od 17. rujna da ne napada Banju Luku, SAD je posve otvoreno potaknuo RH i BiH neka idu oslobađati Bosanski Novi, Prijedor i Sanski Most. Tako je SAD doslovno vozao hrvatsko ratno vrhovništvo, kamo ići i kamo ne ići, ma koliko to (ne)razumno bilo, sve da bi se pritisnulo RS i ostvarilo zacrtani mirovni plan.
U Glavnom stožeru Hrvatske vojske vladalo je mišljenje da postoje realni izgledi za provedbu takve operacije, na osnovu američkog poticaja,  obavještajnih procjena koje su govorile o slabom stanju VRS, a uz to hrvatske su snage bile uspješne u borbama protiv snaga bosanskih Srba, pa je hrvatsko vrhovništvo nošeno eurofijom nakon uspjeha ljetnih operacija donijelo odluku na prijedlog predstavnika SAD-a za jednu akciju u sjeverozapadnoj BiH, nažalost brzu i nepripremljenu. 
Akciju je inicirao sam dr. Franjo Tuđman i dogovorio je s Davorom Domazetom i Antom Gotovinom i Gojkom Šuškom. U čitavu akciju je bio uključen i general Vinko Vrbanac, tadašnji načelnik Operativne uprave Glavnog stožera. Zanimljivo, za Operaciju Una uopće nije znao niti tadašnji načelnik Glavnog stožera general zbora Zvonimir Červenko koji je procijenio da Akcija Una ne može početi bez kvalitetne pripreme i razrade, jer će u suprotnom doći do tragedije.[nedostaje izvor]
Između odluke o operaciji i početka operacije njezina počinjanja bilo je samo desetak sati. U ovom iznimno kratkom roku za ovako osjetljivu vrstu napada HV je bez priprema pošao forsirati rijeku Unu, čiji je vodostaj bio visok i koja je tekla brzinom 4 m/s.  
Obavještajne su procjene bile krive. Srpska je obrambena crta bila kvalitetno uređena. Ostaje pitanje jesu li obavještajne procjene bile samo procjene hrvatskih obavještajnih snaga, ili im je netko iz SAD-a dao krive procjene. Procjena je bila tako loša da to više nije bilo samo pogrešno, nego nepromišljeno podcijenjen protivnik. VRS je pružila uporni i žestoki otpor. HV je pretrpio pretkraj rata nepotreban poraz i velike gubitke u ljudstvu. 
SAD su i dalje vodile svoju politiku pritiskanja Republike Srpske preko hrvatskih leđa, bez obzira na nepotrebne i velike hrvatske gubitke: i dalje su Hrvatskoj sugerirali napasti Pounje. Zbog velikih gubitaka, hrvatsko je vrhovništvo odustalo od daljnjih operacija u tom pravcu. Napad na dolinu Sane izvela je samo Armija BiH koja je do sklapanja primirja 12. listopada jedino uspjela osloboditi Sanski Most.

## Plan
Snage HV trebale su:
1. forsirati rijeku Unu u području Bos. Novog i Bos. Dubice, i Savu u području Jasenovca
2. nakon forsiranje rijeka produžiti napad prema Prijedoru.

## Ciljevi operacije
Ciljevi operacije bili su:
- sprječavanje topničkih udara na Pounje i Hrvatsku Kostajnicu kako bi se ubrzao povratak prognanika i povećala sigurnost na tom području
- stavljanje rijeke Une i Unske pruge pod nadzor HV-a i Armije BiH
- odbacivanje srpskih snaga prema Prijedoru i Banjoj Luci čime bi se zauzelo više teritorija i time osigurale bolje pozicije pred predstojeće pregovore
- s 5. korpusom Armije BiH planirano je sukladno djelovanje na pravcima Ključ – Sanski Most – Prijedor i Bosanska Krupa – Bosanski Novi.[5]  Može se nagađati da je jedan od tajnih ciljeva bio da se ne dopusti 5. korpusu ABiH izlazak na rijeku Savu.

## Pogrešne pretpostavke
Hrvatsko vojno vrhovništvo nije dobro pripremilo napad. Zakazala je obavještajna priprema; zapravo se Hrvatska oslonila na pretpostavku da američki diplomati koji im predlažu napad preko Une prema Prijedoru savjete daju na temelju dobrih obavještajnih podataka: za takvu je – kako se pokazalo, pogrešnu – prosudbu, bilo stanovitih razloga: tih su se dana zračne snage SAD-a i američke snage za brzo djelovanje izravno umiješale u ratna zbivanja, izvršivši nekoliko uzastopnih napada na snage bosanskih Srba. Očekivano je da su srpske snage na tom području slabe, no nije bilo tako. To je bilo područje u kojemu je bila stacionirana sva izvučena tehnika Banijskog korpusa SVK, ali i tzv. specijalne postrojbe SVK, one iste koje su mjesec dana prije izbjegle s Banovine. Zbog Maestrala na južnim dijelovima Republike Srpske napad HV-a bio je očekivan. Srpska vojska psihološki se oporavila i dobro ukopala čekajući napad HV-a. Osim toga, provedena je opća mobilizacija jer je bio u pitanju opstanak Republike Srpske, svaki civil bio je naoružan i motiviran za obranu.
S druge strane, priprema operacije HV-a je krajnje zakazala, za razliku od pomne pripreme Oluje. Nije bila angažirana inženjerija koja je mogla preko Une u kratkom roku postaviti prijelaze na manje rizičnim točkama čime bi se zaobišli i okružili gradovi Bosanski Novi, Bosanska Kostajnica i Bosanska Dubica. Nije u dovoljnoj količini bila angažirana ni raketno-topnička priprema, a zakazala je i logistika. Za prelazak Une nisu bili osigurani kvalitetni čamci nego se planiralo Unu prijeći običnim drvenim čamcima. 
Također, potpora 5. korpusa ABiH je izostala, jer koordinacija s njima nije bila dobra, pa su bošnjačke postrojbe mirovale u Bosanskoj Krupi i Bosanskoj Otoci.

## Postrojbe
U operaciji su sudjelovale snage Zbornog područja Zagreb s 1. gardijskom brigadom HV-a »Tigrovi«, 2. gardijskom brigadom »Gromovi«, te 17. domobranska pukovnija Sunja, 125. domobranska pukovnija, 121. domobranska pukovnija, dio snaga 202. brigade PZO, dio snaga Zbornog područja Bjelovar i dio snaga Zbornog područja Zagreb (303. LoB-PrS).
Najveći dio vojnika 1. i 2. gardijske brigade HV-a bio je tada na godišnjim odmorima, pozvani su odmah da se jave 17. rujna 1995. u svoje postrojbe. Nisu znali zbog čega su pozvani niti kamo idu. 
Procjenjuje se da je u Operaciji Una sudjelovalo 1500 hrvatskih vojnika iz sastava gardijskih brigada i još toliko iz dviju domobranskih pukovnija.

## Tijek operacije
Operacija Una počela je 18. rujna 1995. Prelazak hrvatskih postrojbi preko Une odvijao se u vrlo nepovoljnim uvjetima kad je riječ o prirodnoj prepreci kao što je rijeka. U prvih nekoliko sati operacije poginulo je 5 pripadnika 1. gardijske brigade. Mostobran preko Une hrvatske postrojbe su radile pri brzini rijeke od 4 m/s što je vrlo rizično, nekoliko čamaca se prevrnulo, no unatoč tomu i 1. i 2. gardijska brigada uspjele su ući u Bosansku Dubicu i Bosanski Novi osvajajući dijelove naselja. U tim gradovima su se vodile ulične borbe. Iako su za prijelaz preko Une bili su spremni i hrvatski tenkovi oni nisu prebačeni, tako da su mostobran pokušavale uspostaviti samo pješačke postrojbe. Međutim, s one strane Une dočekala ih je dobro ukopana srpska vojska koja ih je počela tući iz sveg oružja. Mostobran nije bio kvalitetno uspostavljen u takvim uvjetima riječnog toka, nije bilo dovoljno snaga da se slomi takav srpski otpor. U međuvremenu, hrvatska obavještajna služba dobila je informacije kako su iz Srbije s aerodroma Batajnica na banjalučki vojni aerodrom Mahovljani sletjeli srbijanski MIG-ovi i nešto Super Galebova G-4 s ciljem da napadnu hrvatske snage koje su se već nalazile na teritoriju Republike Srpske.

## Prekid operacije
Dan nakon početka operacije, 19. rujna 1995., donesena je zapovijed za prekid akcije. Tijekom povlačenja, jedan je dio hrvatskih snaga stradao pri samom povlačenju.

## Epilog
Operacija Una informativno je ignorirana i vrlo brzo potisnuta iz kolektivnog sjećanja. Informacija nije bilo pa se o stvarnom stanju doznavalo tek iz razgovora s obiteljima branitelja koji su sudjelovali u akciji. Sisak je tih dana brujio o poginulim pripadnicima 2. gardijske brigade (26 poginulih) stacionirane u tom gradu, od kojih su mnogi bili Siščani. Danas je se uglavnom sjećaju sudionici i obitelji poginulih hrvatskih vojnika. Postrojba koja je značajnije stradala jest 1. bojna 2. gardijske brigade, udarna postrojba zvana »Crne Mambe« (13 poginulih). Osim velike cijene koje su u neuspješnoj operaciji platili pripadnici hrvatskih gardijskih brigada, posljedice je trpio i general Vinko Vrbanac, koji je predložio prekid akcije i koji navodno o akciji nije izvještavao načelnika Glavnog stožera generala Červenka: protiv njega je pokrenut stegovni postupak i kasnije je umirovljen. Generali koji su na terenu vodili postrojbe nisu mogli utjecati na političke i vojne odluke tadašnjeg hrvatskog državnog vrha, prije svega Marijan Mareković, zapovjednik IZM-a (izmještenog zapovjednog mjesta) za Unu, potom general Damir Goršeta, te Jozo Miličević i Zvonko Peternel kao zapovjednici gardijskih brigada.

General Marijan Mareković (ratni zapovjednik 1. gardijske brigade, koji je i nakon Domovinskog rata bio među nekolicionom najvažnijih hrvatskih vojnih zapovjednika), koji je na terenu upravljao akcijama hrvatskih snaga, u intervjuu za Jutarnji list 2006. godine iznosi detalje koji se donekle razlikuju od uobičajenih pogleda na operaciju:
Kad su 1. i 2. gardijska brigada napravile mostobran na Uni i kad je trebalo ubrati plodove jednodnevne borbe na rijeci, došla je zapovijed da se sve naše postrojbe povuku. Malo je ljudi tada znalo zašto. Tek sam prije nekoliko mjeseci pročitao da su se američki avioni u Avianu već zagrijavali da tuku naše snage na Uni. Očito da ta operacija nekome nije politički odgovarala. Hrvatske snage su, uz pomoć Armije BiH, zauzele to područje i kretale se prema Banjoj Luci. U toj operaciji uništili bismo Banju Luku, odnosno Republiku Srpsku, a Miloševiću bi, nekoliko mjeseci nakon 250 tisuća izbjeglica iz tzv. Krajine, u Beograd stiglo još pola milijuna iz Republike Srpske.